# Sergio Navarro
Sergio Raúl Navarro Rodríguez (20 de febrer de 1936) és un exfutbolista xilè.

## Selecció de Xile
Va formar part de l'equip xilè a la Copa del Món de 1962.